# 퀴즈 대한민국
《퀴즈 대한민국》은 2002년 11월 10일부터 2013년 4월 7일까지 KBS 1TV, KBS 2TV에서 방송했던 퀴즈 프로그램이었다. 2013년 봄개편으로 인하여 종영되었다.

## 기획 의도
미래의 대한민국을 짊어질 인재 양성을 목표로 참가했던 퀴즈 프로그램이었다.

## 방송 시간
| 방송 채널 | 방송 기간                          | 방송 시간                             |
| --------- | ---------------------------------- | ------------------------------------- |
| KBS 1TV   | 2002년 11월 10일 ~ 2003년 6월 22일 | 매주 일요일 오전 10시 10분 ~ 11시     |
| KBS 1TV   | 2003년 6월 29일 ~ 2005년 11월 27일 | 매주 일요일 오전 10시 ~ 11시          |
| KBS 1TV   | 2007년 5월 6일 ~ 2011년 10월 30일  | 매주 일요일 오전 10시 ~ 11시          |
| KBS 1TV   | 2012년 5월 27일 ~ 2012년 11월 18일 | 매주 일요일 오전 10시 ~ 11시          |
| KBS 1TV   | 2012년 11월 25일 ~ 2013년 4월 7일  | 매주 일요일 오전 10시 ~ 11시          |
| KBS 1TV   | 2005년 12월 4일 ~ 2006년 3월 12일  | 매주 일요일 오전 9시 55분 ~ 11시 10분 |
| KBS 1TV   | 2006년 3월 19일 ~ 2007년 4월 29일  | 매주 일요일 오전 9시 55분 ~ 11시      |
| KBS 1TV   | 2012년 3월 4일 ~ 2012년 5월 13일   | 매주 일요일 오전 9시 ~ 10시           |
| KBS 2TV   | 2011년 11월 12일 ~ 2012년 2월 25일 | 매주 토요일 오전 8시 ~ 9시            |

## 진행자
| 대수 | 진행자                   | 진행 기간                           |
| ---- | ------------------------ | ----------------------------------- |
| 1대  | 신영일(24기) 前 아나운서 | 2002년 11월 10일 ~ 2007년 11월 11일 |
| 2대  | 이상호(29기) 아나운서    | 2007년 11월 18일 ~ 2008년 11월 16일 |
| 3대  | 최승돈(22기) 아나운서    | 2008년 11월 23일 ~ 2010년 5월 9일   |
| 4대  | 조우종(31기) 前 아나운서 | 2010년 5월 16일 ~ 2011년 5월 29일   |
| 5대  | 이재홍(25기) 前 아나운서 | 2011년 6월 5일 ~ 2013년 4월 7일     |

## 논란

### 정답 해명 논란
2008년 12월 28일에 방송된 문제에서 정답 해명 논란에 휘말렸다. 다음 문학가 중 본명을 쓰고 있는 사람은?이라는 질문에 1. 이상, 2. 박경리, 3. 김소월, 4. 이육사라는 보기가 나왔고 정답은 2번으로 처리가 되었는데, 한 시청자가 프로그램 게시판을 통해 금일 출제된 문제 중에 답이 없는 문제가 있다. 박경리의 본명은 박금이로 알고 있다고 지적했다. 이에 대해 제작진의 해명 방식에 논란이 일었다.

### 정답 표기 논란
2010년 7월 11일 방송된 문제는 올바르게 출제했지만 정답인 취재의 한자를 취재(取才)로만 표기해 시청자에게 혼란을 주었다. 출제된 문제는 조선시대에 과거와는 별도로 하급관리를 뽑기 위해 실시하던 임용시험이다. 오늘날에는 기사 따위의 재료를 찾아서 얻거나 그 일을 뜻하는 말로 쓰이는데 무엇일까?였다.
전자의 한자 표기는 取才이며, 후자는 取材로 표기한다.

### 문제 출제 과정 논란
2010년 7월 25일 방송된 문제를 출제하는 장면에서 가지, 포도 등에 들어있는 안토시아닌 색소를 안토니아신이라고 잘못 말하고 자막으로도 틀리게 표기해 혼선을 빚게 했다.
시청자들은 퀴즈 프로는 올바른 정보를 시청자들에게 제공해야 하는 거 아닌가?, 지식정보 및 상식제공을 위한 프로그램인데, 잘못된 정보를 제공하셨군요라고 오류를 지적했다.
이에 따라 제작진은 혼선을 드려 죄송합니다. 문제를 출제하는 초기 단계에서 컬러푸드 관련 책자에 안토니아신 색소로 표기돼 있는 것을 그대로 인용한 게 발단이라며 사전 등 정확한 용어 검색을 하지 못한 점은 분명 제작진의 실수이며 잘못이라고 사과의 글을 홈페이지에 올렸다.

## 같이 보기
- 도전! 골든벨 (종영)